# Butterworthův filtr
Butterworthův filtr je druh filtru pro zpracování signálu, který je navržený tak, aby jeho frekvenční odezva byla v propustném pásmu co nejplošší. Nazývá se také maximálně plochý filtr. Tento druh filtr navrhl a v roce 1930 popsal britský inženýr a fyzik Stephen Butterworth ve článku nazvaném On the Theory of Filter Amplifiers („K teorii zesilovačů s filtry“).

## Původní článek
Butterworth si vydobyl reputaci řešením velmi komplikovaných matematických problémů, které byly považovány za 'neřešitelné'. Návrh filtrů v té době vyžadoval značné zkušenosti kvůli omezením tehdy používaných teorií. Tento druh filtru se více než 30 let po své publikaci příliš nepoužíval. Butterworth řekl: 
| „ | "Ideální elektrický filtr by měl nejen úplně potlačit nežádoucí frekvence, ale také by měl mít vyrovnanou citlivost pro požadované frekvence". | “ |

Takový ideální filtr není možné sestrojit, ale Butterworth ukázal, že přidáváním prvků správných hodnot do filtru lze dosáhnout stále bližšího přiblížení. Filtry v té době měly značné zvlnění v propustném pásmu, a volba hodnot součástek byl vysoce interaktivní. Butterworth ukázal, že lze navrhnout dolní propust, jejíž mezní frekvence byla normalizovaná na 1 radián za sekundu a jejíž frekvenční odezva (zisk) je
{\displaystyle G(\omega )={\frac {1}{\sqrt {1+{\omega }^{2n}}}},}
kde {\displaystyle \omega } je úhlová frekvence v radiánech za sekundu a {\displaystyle n} je počet pólů filtru, který je roven počtu reaktivních prvků v pasivním filtru. Pokud {\displaystyle \omega } = 1, amplitudová odezva tohoto typu filtru v propustném pásmu je {\displaystyle 1/{\sqrt {2}}\approx 0,707}, což je poloviční výkon neboli pokles o −3 dB. Butterworth ve svém článku popsal pouze filtry se sudým počtem pólů. Pravděpodobně si nebyl vědom, že tyto filtry lze navrhnout s lichým počtem pólů. Své filtry vyšších řádů vytvořil z dvoupólových filtrů oddělených elektronkovým zesilovacím stupněm. Znázornění frekvenční odezvy 2, 4, 6, 8 a 10pólového filtru je zobrazeno křivkami A, B, C, D a E na grafu v jeho článku.
Butterworth vyřešil rovnice pro dvoupólové a čtyřpólové filtry a ukázal, jak by bylo možné kaskádovat čtyřpólové filtry oddělené elektronkovými zesilovacími stupni, a tak umožnil konstrukci filtrů vyššího řádu bez ohledu na ztráty cívek. V roce 1930 ještě nebyly materiály pro jádra cívek s nízkými ztrátami např. molypermalloy k dispozici, a audiocívky se vzduchovým jádrem byly dosti ztrátové. Butterworth objevil, jak je možné kompenzovat odpor vinutí cívek dalšími součástkami.
Butterworth používal cívky o průměru 31,75 mm a délce 76,1 mm se zásuvnými vývody. Přidružené kondenzátory a rezistory byly umístěny v kostřičce cívky. Odpor cívky tvořil část anodového zatěžovacího rezistoru. Pro každé dva póly byly použita jedna elektronka a mřížka následující elektronky byla navázána RC článkem.
Butterworth také ukázal, jak upravit základní zapojení dolní propusti, aby vznikla dolní propust, horní propust, pásmová propust nebo pásmová zádrž.

## Úvod

Bodeho graf Butterworthovy dolní propusti prvního řádu

Frekvenční odezva Butterworthova filtru je maximálně plochá (tj. nemá žádné zvlnění) v propustném pásmu a v nepropustném pásmu se blíží k nule.
Jak je vidět na logaritmickém Bodeho grafu, odezva lineárně klesá směrem k minus nekonečnu. Odezva filtru prvního řádu má pokles −6 dB na oktávu (−20 dB na dekádu) (všechny dolnopropustné filtry prvního řádu mají stejnou normalizovanou frekvenční odezvu). Filtr druhého řádu má pokles −12 dB na oktávu, třetího řádu −18 dB atd. Funkce magnitudy Butterworthových filtrů se mění monotonně s ω na rozdíl od jiných druhů filtrů, které v propustném nebo zádržném pásmu vykazují nemonotonní zvlnění.
V porovnání s Čebyševovými filtry typu I nebo typu II nebo s eliptickými filtry mají Butterworthovy filtry pomalejší pokles a pro dosažení stanovené hodnoty konečného útlumu tedy budou vyžadovat vyšší řád, mají však lineárnější fázovou odezvu v propustném pásmu, než jakou mohou poskytnout Čebyševovy filtry typu I a II i eliptické filtry.

## Příklad

Dolní propust třetího řádu (Cauerova topologie). O Butterworthův filtr s mezní frekvencí =1 se jedná, pokud (například) =4/3 F, =1 Ω, =3/2 H a =1/2 H.

Jednoduchým příkladem Butterworthova filtru je dolní propust třetího řádu zobrazená na obrázku vpravo. Její přenosová funkce je
{\displaystyle {\frac {V_{o}(s)}{V_{i}(s)}}={\frac {R_{4}}{s^{3}(L_{1}C_{2}L_{3})+s^{2}(L_{1}C_{2}R_{4})+s(L_{1}+L_{3})+R_{4}}},}
s hodnotami součástek {\displaystyle C_{2}} = 4/3 F, {\displaystyle R_{4}} = 1 Ω, {\displaystyle L_{1}} = 3/2 H, a {\displaystyle L_{3}} = 1/2 H. Pokud impedance kondenzátorů {\displaystyle C} je {\displaystyle 1/(Cs)} a impedance cívek {\displaystyle L} je {\displaystyle Ls}, kde {\displaystyle s=\sigma +j\omega } je komplexní frekvence, obvodová rovnice dává přenosovou funkci tohoto obvodu:
{\displaystyle H(s)={\frac {V_{o}(s)}{V_{i}(s)}}={\frac {1}{1+2s+2s^{2}+s^{3}}}.}
Řád frekvenční odezvy (zisk) {\displaystyle G(\omega )} je dán vzorcem
{\displaystyle G(\omega )=|H(j\omega )|={\frac {1}{\sqrt {1+\omega ^{6}}}},}
který vyplývá z
{\displaystyle G^{2}(\omega )=|H(j\omega )|^{2}=H(j\omega )\cdot H^{*}(j\omega )={\frac {1}{1+\omega ^{6}}},}
a fázi popisuje vzorec
{\displaystyle \Phi (\omega )=\arg(H(j\omega )).\!}

Zisk a skupinové zpoždění Butterworthova filtru třetího řádu s

Skupinové zpoždění je definováno jako derivace fáze podle úhlové frekvence a je mírou zkreslení signálu způsobeného fázovými rozdíly na různých frekvencích. Zisk a zpoždění tohoto filtru jsou vyneseny do grafu vlevo. Je vidět, že v křivce zisku není žádné zvlnění ani v propustném ani v potlačeném pásmu.
Logaritmus absolutní hodnoty přenosové funkce {\displaystyle H(s)} je vynesen do grafu v prostoru komplexních frekvencí ve druhém grafu vpravo. Funkce je definována třemi póly v levé polovině roviny komplexních frekvencí.

Graf logaritmické hustoty přenosové funkce v komplexním prostoru frekvencí pro Butterworthův filtr třetího řádu s =1. Tři póly leží v levé polorovině na kružnici s jednotkovým poloměrem.

Póly jsou rozmístěny na kružnice o jednotkovém poloměru symetrické podle reálné osy {\displaystyle s}. Funkce zisku bude mít tři další póly v pravé polorovině pro dokončení kružnice.
Nahrazením každé cívky kondenzátorem a každého kondenzátoru cívkou získáme hornopropustný Butterworthův filtr.
Butterworthovu pásmovou propust získáme zapojením kondenzátoru sériově s každou cívkou a cívky paralelně s každým kondenzátorem pro vytvoření rezonančních obvodů. Hodnota každého nového prvku musí být zvolena tak, aby rezonovala s původním prvkem na příslušné frekvenci.
Butterworthovu pásmovou zádrž získáme zapojením kondenzátoru paralelně s každou cívkou a cívky sériově s každým kondenzátorem pro vytvoření rezonančních obvodů. Hodnota každého přidaného prvku musí být zvolena tak, aby rezonoval s původním prvkem na frekvenci, která má být potlačena.

## Přenosová funkce

Graf zisku Butterworthova dolnopropustného filtru řádu 1 až 5, s mezní frekvencí. Z grafu je patrné, že sklon je 20 dB/dekádu kde je řád filtru.

Jako u všech filtrů je prototypickým filtrem dolní propust, kterou lze změnit na horní propust nebo rozšířit o další prvky pro vytvoření pásmové propusti nebo pásmové zádrže, nebo pro vytvoření vyšších řádů filtrů.
Zisk {\displaystyle G(\omega )} Butterworthovy dolní propusti {\displaystyle n}-tého řádu lze vyjádřit pomocí přenosové funkce {\displaystyle H(s)} jako
{\displaystyle G^{2}(\omega )=\left|H(j\omega )\right|^{2}={\frac {{G_{0}}^{2}}{1+\left({\frac {j\omega }{j\omega _{c}}}\right)^{2n}}}}
kde {\displaystyle n} je řád filtru, {\displaystyle \omega _{c}} je mezní frekvence (frekvence pro pokles o přibližně −3 dB), a {\displaystyle G_{0}} je stejnosměrný proudový zisk (zisk při nulové frekvenci).
Je vidět, že když se {\displaystyle n} blíží k nekonečnu, průběh zisku se blíží k obdélníkové funkci a frekvence pod {\displaystyle \omega _{c}} bude přenášené se ziskem {\displaystyle G_{0}}, zatímco frekvence nad {\displaystyle \omega _{c}} budou potlačené. Pro menší hodnoty {\displaystyle n}, budou meze méně ostré.
Chceme určit přenosovou funkci {\displaystyle H(s),} kde {\displaystyle s=\sigma +j\omega } (z Laplaceovy transformace). Protože {\displaystyle \left|H(s)\right|^{2}=H(s){\overline {H(s)}}}, a díky obecné vlastnosti {\displaystyle H(-j\omega )={\overline {H(j\omega )}}} Laplaceovy transformace v {\displaystyle s=j\omega }, pokud vybereme {\displaystyle H(s)} takové, že:
{\displaystyle H(s)H(-s)={\frac {{G_{0}}^{2}}{1+\left({\frac {-s^{2}}{\omega _{c}^{2}}}\right)^{n}}},}
pak, s {\displaystyle s=j\omega }, dostáváme frekvenční odezvu Butterworthova filtru.
Celkem {\displaystyle n} pólů tohoto výrazu se objeví na kružnici o poloměru {\displaystyle \omega _{c}} ve stejně vzdálených bodech symetrických okolo záporné reálné osy. Kvůli stabilitě je přenosová funkce {\displaystyle H(s)} zvolena tak, že obsahuje pouze póly v záporné reálné polorovině {\displaystyle s}. Pro {\displaystyle k}-tý pól platí
{\displaystyle -{\frac {s_{k}^{2}}{\omega _{c}^{2}}}=(-1)^{\frac {1}{n}}=e^{\frac {j(2k-1)\pi }{n}}\qquad k=1,2,3,\ldots ,n}
a tedy
{\displaystyle s_{k}=\omega _{c}e^{\frac {j(2k+n-1)\pi }{2n}}\qquad k=1,2,3,\ldots ,n.}
Přenosovou (nebo systémovou) funkci lze zapsat pomocí těchto pólů jako
{\displaystyle H(s)=G_{0}\prod _{k=1}^{n}{\frac {\omega _{c}}{s-s_{k}}}=G_{0}\prod _{k=1}^{n}{\frac {\omega _{c}}{s-\omega _{c}e^{\frac {j(2k+n-1)\pi }{2n}}}}}.
kde {\displaystyle \textstyle {\prod }} je operátor součinu posloupnosti. Jmenovatel je Butterworthův polynom v {\displaystyle s}.

### Normalizované Butterworthovy polynomy
Butterworthovy polynomy je možné zapsat v komplexním tvaru, jak je uvedeno výše, ale obvykle se zapisují s reálnými koeficienty násobenými dvojicemi pólů, které jsou komplexní sdružené, např. {\displaystyle s_{1}} a {\displaystyle s_{n}}. Díky {\displaystyle \omega _{c}=1} jsou polynomy normalizované. Normalizované Butterworthovy polynomy pak mají obecně tvar součinu
{\displaystyle B_{n}(s)=\prod _{k=1}^{\frac {n}{2}}\left[s^{2}-2s\cos \left({\frac {2k+n-1}{2n}}\,\pi \right)+1\right]\qquad {\text{pro}}\,n\,{\text{sudé}}}
{\displaystyle B_{n}(s)=(s+1)\prod _{k=1}^{\frac {n-1}{2}}\left[s^{2}-2s\cos \left({\frac {2k+n-1}{2n}}\,\pi \right)+1\right]\qquad {\text{pro}}\,n\,{\text{liché}}.}
Faktory Butterworthových polynomů řádu 1 až 10 jsou uvedené v následující tabulce (na šest platných míst):
| n  | Faktory Butterworthových polynomů {\displaystyle B_{n}(s)}                                                      |
| -- | --- |
| 1  | {\displaystyle (s+1)}                                                                                           |
| 2  | {\displaystyle (s^{2}+1,414214s+1)}                                                                             |
| 3  | {\displaystyle (s+1)(s^{2}+s+1)}                                                                                |
| 4  | {\displaystyle (s^{2}+0,765367s+1)(s^{2}+1,847759s+1)}                                                          |
| 5  | {\displaystyle (s+1)(s^{2}+0,618034s+1)(s^{2}+1,618034s+1)}                                                     |
| 6  | {\displaystyle (s^{2}+0,517638s+1)(s^{2}+1,414214s+1)(s^{2}+1,931852s+1)}                                       |
| 7  | {\displaystyle (s+1)(s^{2}+0,445042s+1)(s^{2}+1,246980s+1)(s^{2}+1,801938s+1)}                                  |
| 8  | {\displaystyle (s^{2}+0,390181s+1)(s^{2}+1,111140s+1)(s^{2}+1,662939s+1)(s^{2}+1,961571s+1)}                    |
| 9  | {\displaystyle (s+1)(s^{2}+0,347296s+1)(s^{2}+s+1)(s^{2}+1,532089s+1)(s^{2}+1,879385s+1)}                       |
| 10 | {\displaystyle (s^{2}+0,312869s+1)(s^{2}+0,907981s+1)(s^{2}+1,414214s+1)(s^{2}+1,782013s+1)(s^{2}+1,975377s+1)} |

Přesné hodnoty faktorů Butterworthových polynomů řádu 1 až 6 jsou uvedeny v následující tabulce:
| n | Faktory Butterworthových polynomů {\displaystyle B_{n}(s)}                                                 |
| - | --- |
| 1 | {\displaystyle (s+1)}                                                                                      |
| 2 | {\displaystyle (s^{2}+{\sqrt {2}}s+1)}                                                                     |
| 3 | {\displaystyle (s+1)(s^{2}+s+1)}                                                                           |
| 4 | {\displaystyle (s^{2}+{\sqrt {2-{\sqrt {2}}}}s+1)(s^{2}+{\sqrt {2+{\sqrt {2}}}}s+1)}                       |
| 5 | {\displaystyle (s+1)(s^{2}+\varphi ^{-1}s+1)(s^{2}+\varphi s+1)}                                           |
| 6 | {\displaystyle (s^{2}+{\sqrt {2-{\sqrt {3}}}}s+1)(s^{2}+{\sqrt {2}}s+1)(s^{2}+{\sqrt {2+{\sqrt {3}}}}s+1)} |

kde řecké písmeno phi ({\displaystyle \varphi } nebo {\displaystyle \phi }) reprezentuje hodnotu zlatého řezu. Je to iracionální číslo, které je řešením kvadratické rovnice {\displaystyle x^{2}-x-1=0,} s hodnotou
{\displaystyle \varphi ={\frac {1+{\sqrt {5}}}{2}}=1,618033988749...}
{\displaystyle n}-tý Butterworthův polynom je také možné zapsat jako sumu
{\displaystyle B_{n}(s)=\sum _{k=0}^{n}a_{k}s^{k}\,,}
s koeficienty {\displaystyle a_{k}} danými rekurentním vzorcem
{\displaystyle {\frac {a_{k+1}}{a_{k}}}={\frac {\cos(k\gamma )}{\sin((k+1)\gamma )}}}
a součinovým vzorcem
{\displaystyle a_{k}=\prod _{\mu =1}^{k}{\frac {\cos((\mu -1)\gamma )}{\sin(\mu \gamma )}}\,,}
kde
{\displaystyle a_{0}=1\qquad {\text{a}}\qquad \gamma ={\frac {\pi }{2n}}\,.}
Dále {\displaystyle a_{k}=a_{n-k}}. Zaokrouhlené koeficienty {\displaystyle a_{k}} pro prvních 10 Butterworthových polynomů {\displaystyle B_{n}(s)} jsou:
| {\displaystyle n}  | {\displaystyle a_{0}} | {\displaystyle a_{1}}  | {\displaystyle a_{2}}   | {\displaystyle a_{3}}   | {\displaystyle a_{4}}   | {\displaystyle a_{5}}   | {\displaystyle a_{6}}   | {\displaystyle a_{7}}   | {\displaystyle a_{8}}   | {\displaystyle a_{9}}  | {\displaystyle a_{10}} |
| {\displaystyle 1}  | {\displaystyle 1}     | {\displaystyle 1}      |                         |                         |                         |                         |                         |                         |                         |                        |                        |
| {\displaystyle 2}  | {\displaystyle 1}     | {\displaystyle 1,4142} | {\displaystyle 1}       |                         |                         |                         |                         |                         |                         |                        |                        |
| {\displaystyle 3}  | {\displaystyle 1}     | {\displaystyle 2}      | {\displaystyle 2}       | {\displaystyle 1}       |                         |                         |                         |                         |                         |                        |                        |
| {\displaystyle 4}  | {\displaystyle 1}     | {\displaystyle 2,6131} | {\displaystyle 3,4142}  | {\displaystyle 2,6131}  | {\displaystyle 1}       |                         |                         |                         |                         |                        |                        |
| {\displaystyle 5}  | {\displaystyle 1}     | {\displaystyle 3,2361} | {\displaystyle 5,2361}  | {\displaystyle 5,2361}  | {\displaystyle 3,2361}  | {\displaystyle 1}       |                         |                         |                         |                        |                        |
| {\displaystyle 6}  | {\displaystyle 1}     | {\displaystyle 3,8637} | {\displaystyle 7,4641}  | {\displaystyle 9,1416}  | {\displaystyle 7,4641}  | {\displaystyle 3,8637}  | {\displaystyle 1}       |                         |                         |                        |                        |
| {\displaystyle 7}  | {\displaystyle 1}     | {\displaystyle 4,4940} | {\displaystyle 10,0978} | {\displaystyle 14,5918} | {\displaystyle 14,5918} | {\displaystyle 10,0978} | {\displaystyle 4,4940}  | {\displaystyle 1}       |                         |                        |                        |
| {\displaystyle 8}  | {\displaystyle 1}     | {\displaystyle 5,1258} | {\displaystyle 13,1371} | {\displaystyle 21,8462} | {\displaystyle 25,6884} | {\displaystyle 21,8462} | {\displaystyle 13,1371} | {\displaystyle 5,1258}  | {\displaystyle 1}       |                        |                        |
| {\displaystyle 9}  | {\displaystyle 1}     | {\displaystyle 5,7588} | {\displaystyle 16,5817} | {\displaystyle 31,1634} | {\displaystyle 41,9864} | {\displaystyle 41,9864} | {\displaystyle 31,1634} | {\displaystyle 16,5817} | {\displaystyle 5,7588}  | {\displaystyle 1}      |                        |
| {\displaystyle 10} | {\displaystyle 1}     | {\displaystyle 6,3925} | {\displaystyle 20,4317} | {\displaystyle 42,8021} | {\displaystyle 64,8824} | {\displaystyle 74,2334} | {\displaystyle 64,8824} | {\displaystyle 42,8021} | {\displaystyle 20,4317} | {\displaystyle 6,3925} | {\displaystyle 1}      |

Pro určení přenosové funkce pro libovolnou mezní frekvenci dolní propusti {\displaystyle \omega _{c}} lze použít normalizované Butterworthovy polynomy, z čehož plyne
{\displaystyle H(s)={\frac {G_{0}}{B_{n}(a)}}} , kde {\displaystyle a={\frac {s}{\omega _{c}}}.}
Transformace na jiné druhy filtrů jsou také možné, viz prototypický filtr.

### Maximální plochost
Za předpokladu, že {\displaystyle \omega _{c}=1} a {\displaystyle G_{0}=1}, lze ukázat, že derivace zisku podle frekvence je
{\displaystyle {\frac {dG}{d\omega }}=-nG^{3}\omega ^{2n-1}}
které monotonně klesají pro všechna {\displaystyle \omega ,} protože zisk {\displaystyle G} je vždy kladný. Funkce zisku Butterworthova filtru proto nemá žádné zvlnění. Řada rozšíření zisku popisuje vztah
{\displaystyle G(\omega )=1-{\frac {1}{2}}\omega ^{2n}+{\frac {3}{8}}\omega ^{4n}+\ldots }
Jinými slovy všechny derivace zisku menší než 2{\displaystyle n}-tá jsou v {\displaystyle \omega =0} nulové, důsledkem čeho je „maximální plochost“. Pokud požadavek na monotonii omezíme na propustné pásmo, zatímco zádržném pásmu je zvlnění možné, pak je možné navrhnout filtr stejného řádu, např. inverzní Čebyševův filtr, které je v propustném pásmu plošší než „maximálně plochý“ Butterworthův filtr.

### Strmost poklesu při vysokých frekvencích
Opět předpokládáme, že {\displaystyle \omega _{c}=1}, sklon logaritmu zisku pro velké {\displaystyle \omega } je
{\displaystyle \lim _{\omega \rightarrow \infty }{\frac {d\log(G)}{d\log(\omega )}}=-n.}
V decibelech, strmost poklesu při vysokých frekvencích je proto 20{\displaystyle n} dB/dekádu nebo 6{\displaystyle n} dB/oktávu (faktor 20 se používá, protože výkon je úměrný druhé mocnině napěťového zisku; viz 20 log pravidlo.)

### Nestandardní mezní zeslabení
Mezní zeslabení pro Butterworthovy filtry se uvažuje −3,01 dB. Pokud je požadováno jiné zeslabení na mezní frekvenci, pak může být na každý pól aplikován dále uvedený faktor; póly budou stále ležet na kružnici, ale její poloměr už nebude jednotkový:
{\displaystyle p_{A}=p_{1}\times (10^{-A_{dB}/10}-1)^{{-1}/{2n}}}
kde:
{\displaystyle p_{A}} je pól přemístěný pro úpravu požadovaného mezního zeslabení.
{\displaystyle p_{1}} je −3,01 dB mezní pól, který leží na jednotkové kružnici.
{\displaystyle A_{dB}} je požadovaný útlum na mezní frekvenci v dB (−1 dB, −10 dB, atd.)
{\displaystyle n} je počet pólů (řád filtru).

## Implementace a návrh filtrů
Existuje několik různých topologií filtrů, které lze implementovat lineárními analogovými filtry. Nejpoužívanější topologií pro pasivní realizaci je Cauerova topologie, zatímco pro aktivní realizaci je nejpoužívanější topologií Sallenova–Keyova.

### Cauerova topologie

Butterworthův filtr s Cauerovou topologií

Cauerova topologie implementuje lineární analogový filtr pasivními součástkami (bočníkovými kondenzátory a sériovými cívkami). Butterworthův filtr s danou přenosovou funkcí lze realizovat pomocí Cauerovy 1-formy. k-tý prvek popisuje vztah
{\displaystyle C_{k}=2\sin \left[{\frac {(2k-1)}{2n}}\pi \right]\qquad {\text{pro}}\,k\,{\text{liché}}}
{\displaystyle L_{k}=2\sin \left[{\frac {(2k-1)}{2n}}\pi \right]\qquad {\text{pro}}\,k\,{\text{sudé}}.}
Pokud je třeba, může filtr začínat sériovou cívkou. Pak bude Lk pro liché k a Ck pro sudé k. Tyto vzorce lze vhodně zkombinovat tak, že jak Lk tak Ck bude rovno gk. Tj. gk je imitance dělená s.
{\displaystyle g_{k}=2\sin \left[{\frac {(2k-1)}{2n}}\pi \right]\qquad k=1,2,3,\ldots ,n.}
Tyto vzorce platí pro dvojitě zakončený filtr (tj. impedance zdroje i zátěže jsou rovny jedné) s ωc = 1. Tento prototypický filtr lze upravovat pro jiné impedance a frekvence. Pro jednoduše ukončený filtr (tj. buzený ideálním zdrojem napětí nebo proudu) jsou hodnoty prvků
{\displaystyle g_{j}={\frac {a_{j}a_{j-1}}{c_{j-1}g_{j-1}}}\qquad j=2,3,\ldots ,n}
kde
{\displaystyle g_{1}=a_{1}}
a
{\displaystyle a_{j}=\sin \left[{\frac {(2j-1)}{2n}}\pi \right]\qquad j=1,2,3,\ldots ,n}
{\displaystyle c_{j}=\cos ^{2}\left[{\frac {j}{2n}}\pi \right]\qquad j=1,2,3,\ldots ,n.}
Napětím buzené filtry musí začínat sériovým prvkem, zatímco proudem buzené filtry musí začínat bočníkovým prvkem. Tyto tvary jsou užitečné při návrhu diplexerů a multiplexerů.

### Sallenova–Keyova topologie

Sallenova–Keyova topologie

Sallenova–Keyova topologie používá pro implementaci lineárního analogového filtru pasivní i aktivní součástky (rezistory, kondenzátory a neinvertující vyrovnávací zesilovače, zpravidla operační zesilovače). Každý Sallenův–Keyův stupeň implementuje konjugovaný pár pólů; kompletní filtr je implementován sériovým propojením všech stupňů. Pokud existuje reálný pól (pokud je {\displaystyle n} liché), musí být implementován odděleně, obvykle jako RC článek, a kaskádovaný s aktivním stupněm.
Přenosovou funkci Sallenova–Keyova obvodu druhého řádu znázorněného vpravo popisuje vzorec
{\displaystyle H(s)={\frac {V_{\text{out}}(s)}{V_{\text{in}}(s)}}={\frac {1}{1+C_{2}(R_{1}+R_{2})s+C_{1}C_{2}R_{1}R_{2}s^{2}}}.}
Chceme, aby jmenovatel byl jedním z kvadratických členů v Butterworthově polynomu. Předpokládáme, že {\displaystyle \omega _{c}=1}, což znamená, že
{\displaystyle C_{1}C_{2}R_{1}R_{2}=1\,}
a
{\displaystyle C_{2}(R_{1}+R_{2})=-2\cos \left({\frac {2k+n-1}{2n}}\pi \right).}
Hodnoty dvou součástek zůstávají nedefinované a lze je libovolně zvolit.
Huelsmanam popsal Butterworthovy dolnopropustné filtry se Sallenovou–Keyovou topologií třetího a čtvrtáho řádu, které používají pouze jeden operační zesilovač, a další jediný-zesilovač Butterworthovy filtry také vyššího řádu popsal Jurišić et al.

### Digitální implementace
Digitální implementace Butterworthových a jiných filtrů často vycházejí z metody bilineární transformace nebo metody přizpůsobené Z-transformace, což jsou dvě různé metody na diskretizaci návrhu analogového filtru. V případě všepólových filtrů např. Butterworthova, je metoda přizpůsobené Z-transformace ekvivalentní s metodou impulzní invariance. Digitální filtry vyšších řádů jsou citlivé na kvantizační chyby, proto se často počítají jako kaskádovaný digitální biquad filtr plus jedna část prvního nebo třetího řádu pro liché řády.

## Porovnání s jinými lineárními filtry
Vlastnosti Butterworthových filtrů jsou:
- Monotonní amplituda odezva v propustném i potlačeném pásmu
- Rychlý pokles okolo mezní frekvence, který se zlepšuje s rostoucím řádem
- Významný překmit a vyzvánění při krokové odezvě, které se zhoršují s rostoucím řádem
- Nepatrně nelineární fázová odezva
- Skupinové zpoždění z větší části závislé na frekvenci

Následující obrázky srovnávají frekvenční průběh Butterworthova filtru s diskrétním časem s dalšími běžnými druhy filtrů. Všechny filtry jsou pátého řádu.
Butterworthův filtr má méně strmý pokles v okolí mezní frekvence než Čebyševův filtr nebo eliptický filtr, ale nemá žádné zvlnění.